# Précy-sur-Oise
Précy-sur-Oise es una comuna francesa situada en el departamento de Oise, en la región de Alta Francia.

## Demografía
| 1860 | 2045 | 2113 | 2694 | 3137 | 3120 | 3259 |
| Para los censos de 1962 a 1999 la población legal corresponde a la población sin duplicidades (Fuente: INSEE [Consultar]) |      |      |      |      |      |      |